# A... come assassino
A... come assassino è un film del 1966, diretto da Angelo Dorigo con lo pseudonimo Ray Morrison.

## Trama
Angela, nipote del ricco conte Prescott, dopo una serata trascorsa al cinema col fidanzato Armando, scopre il cadavere dello zio, assassinato con un colpo di coltello.
Dopo l'intervento dell'ispettore Matt, il notaio convoca gli eredi del conte. Il testamento del conte Prescott cela disposizioni particolari. Il conte lascia i suoi averi a diversi personaggi: Julien, suo unico figlio ed alienato mentale; Angela, sua nipote; Armando, fidanzato di Angela; Giacomo, suo fedele curatore; la sorella Marta, che da tempo si occupa di Julien; George, altro suo nipote; Adriana, moglie di George. Il testamento riporta, però, una strana clausola: i sette aspiranti eredi dovranno convivere, per un mese, nel castello del conte. Le tre persone che, alla fine del mese, abiteranno ancora il maniero, potranno dividersi l'eredità. Se, alla fine del mese, rimarranno nel maniero in più di tre, tutta la fortuna verrà devoluta in beneficenza. L'ispettore continua le sue indagini e scopre che il conte Prescott è stato assassinato con un coltello tribale che, sul manico, porta incisa una lettera "A". Sul coltello vengono trovate le impronte digitali di tutti e sette gli aspiranti eredi: ognuno di loro, però, sostiene di non aver mai visto quell'arma. Nel frattempo Giacomo corteggia Adriana che presto subisce il fascino dell'uomo. Il marito di Adriana, George, da sempre molto geloso della consorte, sorveglia con attenzione la donna.
Una sera George sorprende Adriana tra le braccia di Giacomo: accecato dalla gelosia, uccide la moglie e si allontana in auto, precipitando in un burrone. Angela convince Armando che Giacomo sta ordendo un piano per eliminare tutti gli aspiranti eredi. A questo punto, Armando, armato di pistola, aggredisce Giacomo che innesca con lui una lotta furibonda. Al termine della rissa Giacomo fa precipitare Armando dal cornicione del castello. Armando muore ma, prima di cadere, riesce a sparare a Giacomo, colpendolo di striscio alla gola. Giacomo, compreso il doppio gioco di Angela, le si fionda addosso tentando di ucciderla. La donna sta per soccombere ma, la ferita alla gola, già riportata da Giacomo durante la colluttazione, lo porta alla morte prima che possa ucciderla. A questo punto Angela si prepara a godersi l'eredità. Avendo le prove della colpevolezza di Marta le intima di sparire con Julien. Ma Marta reagisce: poco prima dell'arrivo della polizia, chiamata per denunciare la morte di Armando, Marta sgozza Angela e viene arrestata. Julien resta l'unico erede del padre.